# Contea di Katanning
La contea di Katanning è una delle undici local government areas che si trovano nella regione di Great Southern, in Australia Occidentale. Essa si estende su di una superficie di circa 1.523 chilometri quadrati ed ha una popolazione di 4.482 abitanti.